# Dois Lajeados
Dois Lajeados este un oraș în Rio Grande do Sul (RS), Brazilia.